# 산티노 폰태나
산티노 폰태나(Santino Fontana, 1982년 3월 21일 ~ )는 미국의 배우이다.